# Aneuropria
Aneuropria är ett släkte av steklar som beskrevs av Jean-Jacques Kieffer 1905. Aneuropria ingår i familjen hyllhornsteklar.
Släktet innehåller bara arten Aneuropria foersteri.